# Antonio Susini
Antonio Susini o Sussini (La Maddalena, 11 de abril de 1819 - Génova, 21 de noviembre de 1900) fue un marino italiano que luchó en la guerra entre la Confederación Argentina y el Estado de Buenos Aires, la lucha con los indios y en la Guerra de la Triple Alianza.

## Biografía
Antonio Susini nació en la isla de Magdalena, Cerdeña, en el ese entonces Reino de Cerdeña, el 11 de abril de 1819, hijo de Francisco Andrea Susini Ornano y de Ana María Millelire.
Se trasladó al Río de la Plata, incorporándose en Montevideo como soldado el 1 de diciembre de 1841. Durante el sitio de Montevideo luchó como voluntario en defensa de la ciudad participando en la creación de la Legión Italiana pasando a servir desde 1844 a las órdenes de José Garibaldi con el grado de teniente. Participó en la expedición de José Garibaldi al río Uruguay como comandante del bergantín goleta Legionario. Luchó en el combate de Colonia, en paso de Paysandú y la toma de Martín García y el 8 de febrero de 1846 en la acción del Salto Oriental contra las fuerzas del general Servando Gómez.
Promovido a capitán, regresó a Montevideo reincorporándose a la Legión Italiana. En 1848 fue ascendido a teniente coronel y reemplazó al frente de la Legión a Garibaldi, que regresaba a Italia, continuando en la defensa de la plaza hasta la capitulación de Manuel Oribe en 1851.
Tras la caída de Juan Manuel de Rosas Susini se estableció en la ciudad de Buenos Aires. Producida la secesión del estado de Buenos Aires e iniciado el sitio de la ciudad por las fuerzas de Hilario Lagos se sumó a la Legión Italiana organizada por el coronel Silvino Olivieri y el mayor Eduardo Clerici.
Durante la lucha la Legión se destacó en los combates de la Plaza Lorea y en el Cementerio Inglés, entre las calles Pasco y Pichincha. En julio de 1853, finalizada la lucha, la Legión fue licenciada.
En 1855 el gobierno de Buenos Aires planificó la creación de colonias militarizadas para proteger sus fronteras de los ataques indios. El área de Bahía Blanca fue la primera elegida: una fuerza militar en ese punto reforzaría por un lado Bahía Blanca, amenazada por Calfucurá y cuya capacidad defensiva había disminuido en gran medida, y por otro apoyaría las fuerzas del centro de la línea de frontera acantonadas en Azul, amenazando el flanco de las tribus indias.
El 18 de noviembre de 1855 se decretó el establecimiento de una colonia agrícola militar de seiscientos hombres sujetas a las ordenanzas del Ejército del gobierno de Buenos Aires en ese territorio, la que estaría al mando del coronel Olivieri.
La primera división de 300 hombres de la ahora llamada "Legión Agrícola Militar" llegó el 5 de febrero de 1856 a Bahía Blanca, fundada en 1828 como Fortaleza Protectora Argentina. Iba uniformada como los zuavos durante la guerra de Crimea, llevando un Quepis rojo, a diferencia del azul que llevaba el ejército de Buenos Aires. Aunque no todos sus integrantes tenían antecedentes militares, habían sido elegidos por su experiencia agrícola. En Buenos Aires quedó encargado de la organización de la división restante el capitán Felipe Caronti.
Tras soportar el naufragío de uno de los bergantines que los transportaba, perdiéndose la mayor parte de los equipajes, herramientas y simientes, y un brote de fiebre amarilla, la Legión se dividió en tres armas: infantería (seis compañías), artillería de campaña (capitán Juan Penna), y caballería (capitán Mariano Barilari).
Una vez explorado el territorio, el 1 de julio de 1856 se levantó la colonia Nueva Roma a 25 km al oeste de Bahía Blanca, sobre las márgenes del río Sauce Chico, en un sitio llamado Cuelis por los indios. El mayor Eduardo Clerici, segundo al mando, consiguió establecer relaciones cordiales con el cacique Calfucurá, pero pronto enfermó falleciendo en octubre de ese año. El 29 de septiembre el coronel Olivieri había sido asesinado en un motín, con lo cual al cerrarse el primer año la colonia estaba acéfala. La llegada del capitán Felipe Caronti permitió normalizar la situación. Caronti pasó a Bahía con quienes quisieron seguirlo para dedicarse de lleno a las actividades agrícolas, mientras que el coronel Bartolomé Mitre, Ministro de Guerra y Marina del Estado de Buenos Aires, finalmente nombró el 28 de noviembre de 1856 como jefe de la Legión, ahora Legión Militar, al teniente coronel Antonio Susini.
Susini llegó a Bahía Blanca llevando como segundo al mayor Juan Bautista Charlone y a los capitanes Sagari, Zonza y Valerga junto con cuarenta soldados, todos veteranos de la Legión, y efectuó con rapidez una profunda reorganización de la fuerza.
En 1857 Antonio Susini dejó el mando en el entonces teniente coronel Charlone por haber sido designado Jefe de la Escuadra del Gobierno del Estado de Buenos Aires.
De regreso en Nueva Roma se incorporó con la Legión al Ejército del Sud a las órdenes del general Wenceslao Paunero, interviniendo en la expedición a las Salinas Grandes y en el Combate de Pigüe en febrero de 1858 enfrentando las fuerzas del cacique Calfucurá. Por su actuación obtuvo el ascenso a coronel graduado.
Como Jefe del Estado Mayor interino del Ejército del Sud, en mayo de 1859 acudió al mando de la Legión en defensa de Bahía Blanca, atacada por más de dos mil quinientos indios de Calfucurá, a los que venció rescatando parte del botín robado y libera a un gran número de cautivos. Por su actuación en julio fue promovido al grado de coronel.

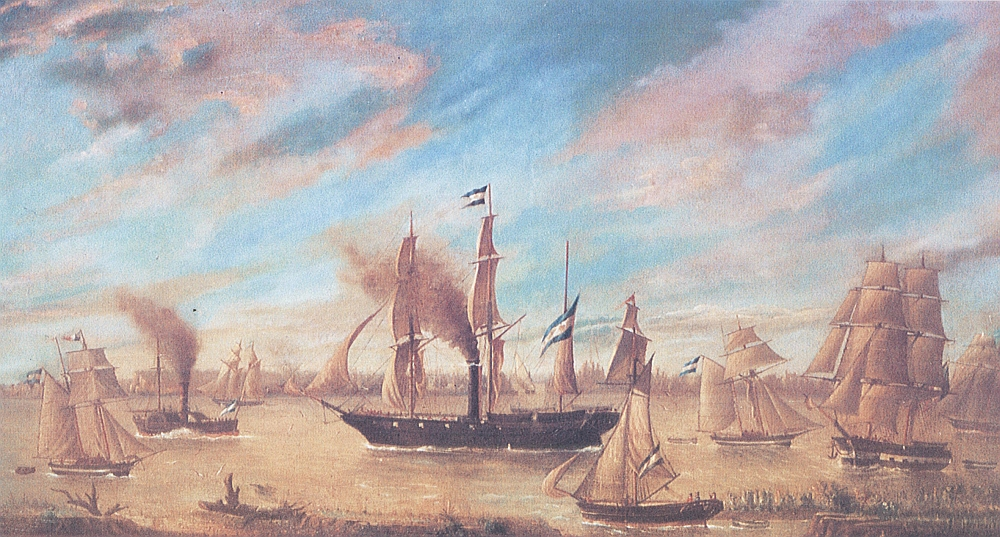
Vapor General Pinto frente a Rosario.

Asegurada la frontera sur y reiniciada la guerra entre la Confederación Argentina y el Estado de Buenos Aires, el gobierno dispuso el regreso de la Legión Militar para combatir al ejército de la Confederación al mando de Justo José de Urquiza. Susini fue puesto al mando del vapor Pinto, insignia del Jefe de la Escuadra José Murature, participando del bloqueo de Paraná que estuvo a punto de definir el conflicto a favor de Buenos Aires hasta la sublevación del Pinto el 7 de julio de 1859 a raíz de lo cual fue hecho prisionero. Sin embargo pronto logró fugarse y al volver a Buenos Aires, debido a la captura de Murature, el 15 de julio el gobernador porteño Pastor Obligado emitió un acuerdo donde establecía que:

hallándose el Gefe de la Escuadra Coronel Dn. José Murature prisionero en poder del enemigo, el Gobierno resuelve que pase a desempeñar áquel cargo el 2° Gefe de la misma, Coronel Gdo. Antonio Sussini, con el sueldo extraordinario de 4.000 pesos mensuales que disfrutaba el espresado Coronel Gdo Murature, sin perjuicio de continuar abonándose a éste el mismo sueldo que gozaba. 

Al mando de la recuperada escuadra, Sussini persistió con el bloqueo del Paraná. Entre el 20 y el 21 de julio bombardeó Rosario y luego de la derrota porteña en el Combate de Martín García (1859) trató de evitar el paso a través del río de la flota nacional al mando de Mariano Cordero, pero esta logró evadirlos y hacerse paso hasta Rosario.
Tras la batalla de Cepeda (1859) ayudó a evacuar las tropas de Buenos Aires sosteniendo una acción naval de combate frente a San Nicolás de los Arroyos contra la escuadra nacional al mando de Luis Cabassa.
Fue nombrado comandante militar de la isla de Martín García el 29 de octubre de 1859, reteniendo el mando de la escuadra y la Legión Militar. 
Luego del pacto de San José de Flores, la guerra civil entró en un receso y Susini permaneció al servicio de Buenos Aires. Cuando las hostilidades se reanudaron luego de que Mitre desconociera el Pacto de San José y la autoridad nacional, Susini remontó con su escuadra el río Paraná y atacó las baterías de Rosario en 1861, intentando mantener alejada la escuadra de la Confederación evitando el bloqueo de Buenos Aires.
Convocado por Garibaldi, el 9 de abril de 1861 se le concedió licencia para regresar a Italia, manteniendo el sueldo íntegro de teniente coronel. Allí levantó planos en la cuenca de Saló y de la fortaleza de Peschiera.

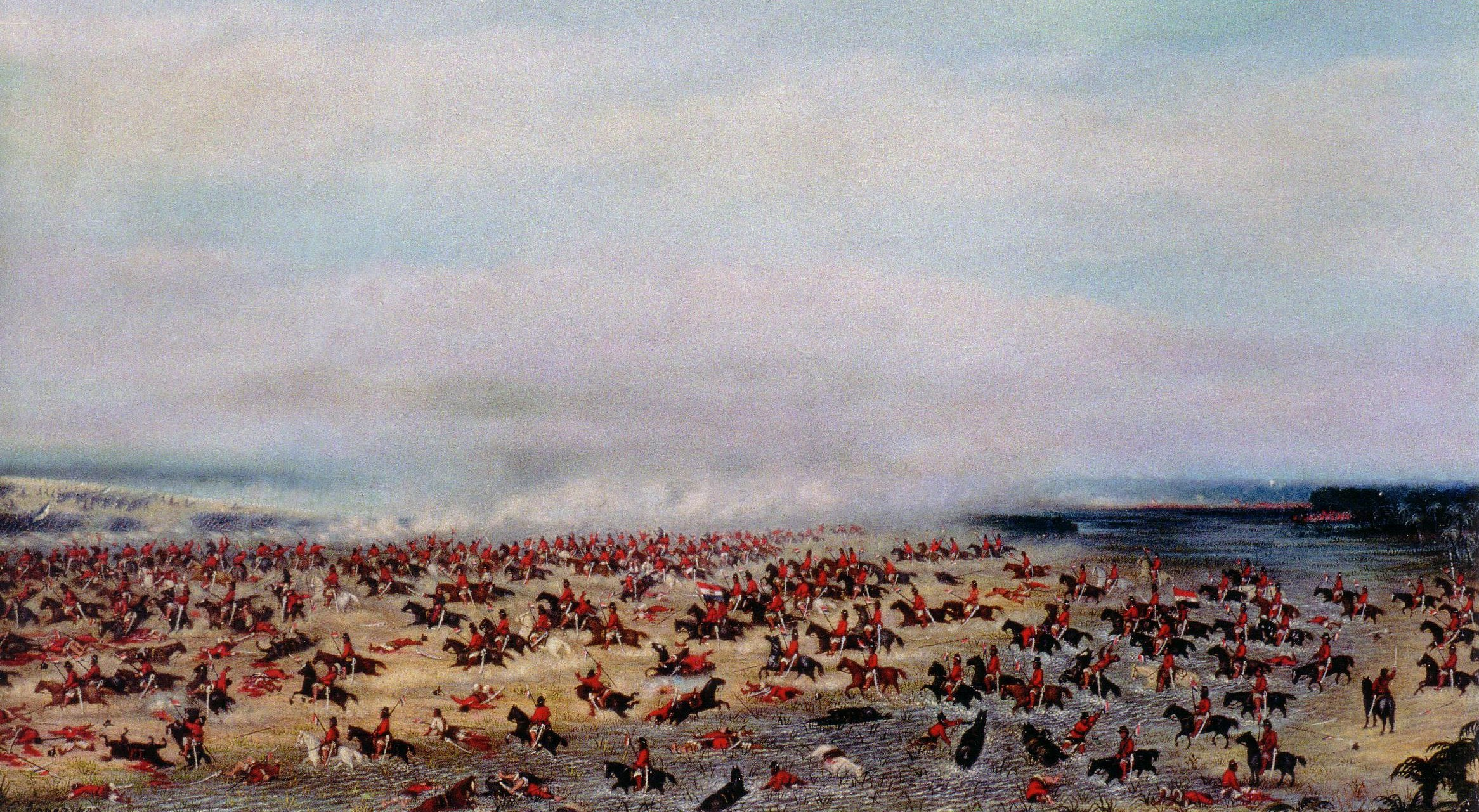
Batalla de Tuyutí.

En 1862 regresó a Buenos Aires y fue agregado a la Plana Mayor. Al iniciarse la guerra del Paraguay en 1865 organizó y comandó el 2.º Batallón de la Legión de Voluntarios, incorporándose al Ejército de Operaciones.
Estuvo en las acciones de Paso de la Patria, Itapirú, Estero Bellaco. Asumió el mando de la cuarta División del 1.º Cuerpo del Ejército Argentino, brigada de la que formaba parte su Legión, distinguiéndose en la Batalla de Tuyutí por la que fue condecorado. Se batió en Yatayty Corá, Boquerón y Sauce.
Al mando de la cuarta División luchó en el asalto de Curupaytí, donde sus tropas fueron diezmadas. Por esa acción, recibió el escudo de oro acordado por ley del Congreso, siendo promovido a coronel el 1 de octubre de 1866.
Continuó sirviendo en el ejército hasta que enfermo regresó a la capital en 1867 donde obtuvo su baja para trasladarse a Italia, estableciéndose en Génova, ciudad en la cual actuó como representante de la Argentina.
Al retornar a Argentina en 1886 solicitó y obtuvo su reincorporación al ejército pasando a revistar con su grado en la Lista de Oficiales Superiores. Ese mismo año, fue nombrado agregado a la Legación en Italia, donde se desempeñó hasta 1895 en que obtuvo su retiro militar. Falleció desempeñándose como cónsul en Génova el 21 de noviembre de 1900. El Rey de Italia le dio la Orden de Caballero de la Corona.
Estaba casado con Catalina Antonia Benedicta Morteo, quien lo sobrevivió recibiendo pensión del gobierno en octubre de 1901.

## Distinciones honoríficas
- Caballero de la Orden de la Corona de Italia